# Ascochyta gerberae
Ascochyta gerberae är en svampart som beskrevs av Maffei 1913. Ascochyta gerberae ingår i släktet Ascochyta, ordningen Pleosporales, klassen Dothideomycetes, divisionen sporsäcksvampar och riket svampar.   Inga underarter finns listade i Catalogue of Life.